# Jukka Tammi
Jukka Vilho Tapani Tammi (* 10. dubna 1962, Tampere) je bývalý finský lední hokejista, brankář. S finskou reprezentací vyhrál mistrovství světa roku 1995 (historicky první finský titul), ze světového šampionátu má i jedno stříbro (1994). Získal tři medaile na olympijských hrách - stříbro v Calgary roku 1988 a bronz v Lillehammeru v roce 1994 a v Naganu roku 1998. Na olympiádě v Calgary byl vyhlášen nejlepším brankářem turnaje. Má též bronz z Kanadského pohár 1991. Zúčastnil se i MS 1986 (4. místo), MS 1987 (5. místo), MS 1989 (5. místo), MS 1990 (6. místo) a olympijských her v Albertville roku 1992 (7. místo). V domácí nejvyšší soutěži strávil 15 sezón, čtrnáct v klubu Tampere Ilves, jednu v TuTo. S Ilves se stal roku 1985 mistrem Finska. V roce 1990 byl vyhlášen nejlepším gólmanem finské ligy (Trofej Urpo Ylönena), nejlepším hráčem, klíčovým hráčem i nejlepším hráčem podle hráčů (Zlatá helma). Ve finské lize drží rekord ve šňůře zápasů bez přestávky: 426 v letech 1982–1993. Klub Tampere Ilves roku 2011 k jeho poctě vyřadil číslo 30 ze sady svých dresů. Závěr kariéry strávil tři sezóny v německé lize, v dresu Frankfurt Lions (1996–1999). V roce 2003 byl uveden do Finské hokejové síně slávy. Po skončení hráčské kariéry byl trenérem brankářů hokejového týmu Ilves (1999–2002), pracoval jako marketingový manažer a provozoval vlastní obchod s dětskými potřebami, který však zkrachoval. Od roku 2009 je radním za pravicovou stranu Národní koalice v městské radě Pirkkaly. V roce 2011 se zúčastnil televizního formátu, jež je v Česku znám pod názvem StarDance - Když hvězdy tančí.